# Taeniorrhiza gabonensis
Taeniorrhiza gabonensis är en orkidéart som beskrevs av Victor Samuel Summerhayes. Taeniorrhiza gabonensis ingår i släktet Taeniorrhiza och familjen orkidéer. Inga underarter finns listade i Catalogue of Life.